# 错尼
错尼（藏語：མཚོ་གཉིས，威利转写：mtsho gnyis，THL：Tso Nyi，藏语意为“双湖”）位于中国西藏自治区那曲市尼玛县境内，地处尼玛县北部一断陷盆地内，由东、西两部分组成，中间有狭窄的水道相连通，故名。湖面海拔4902米，总面积67.5平方公里。湖水最深处达58.7米，为西藏有实测资料的最深湖泊。湖区气候寒冷干燥，年均气温-6℃左右，年均降水量100～150毫米。湖水主要靠西岸入湖的甜水河补给。湖水pH值约为8.7，矿化度达到58.9克/升，属于硫酸镁亚型。湖边有盐结晶带，宽达1米。或受湖底热泉影响，上层水温7.1摄氏度，下层水温较高，可达14.2摄氏度。